# OH YEAH (KREVAの曲)
『OH YEAH』（オー・イエー）は、日本のヒップホップMC、KREVAのメジャー17枚目のシングルである。発売元はポニーキャニオン。

## 概要
- 前作シングル『KILA KILA/Tan-Kyu-Shin』から11か月を経ての発売となった。
- 初回盤・通常盤の2形態でリリースされた。ジャケットはハローキティバージョンも作られ、これがきっかけでサンリオピューロランドの2012年12月1日に完成された新アトラクション「KITTYROBOT」のスペシャル研究員に就任し、オープニングセレモニーにも参加した[2]。
- 『OH YEAH』先着予約購入特典(初回盤・通常盤ともに)として、特典CD「PROPS」が付いてきた[3]。この楽曲はKREVA本人が期間限定で更新していたtwitter（現在のX。）のつぶやきにより参加表明をしたラッパーたちが集まり実現したコラボレーション作である[4]。OH YEAH発売後にPROPSのPVも制作され、この映像は次作のシングル『Na Na Na』の先着予約特典の特典DVDとして付属されている。

## ミュージックビデオ
OH YEAH
監督：須永秀明
ミュージック・ビデオは、KREVAがコンパクトカーを操るドライブ映像がメインとなっている。SPACE SHOWER MUSIC VIDEO AWARDSにOH YEAHのPVが年間優秀作品50曲に選定された。

## 収録曲
CD
1. OH YEAH
  - 作詞・作曲：KREVA

2012年4月に開催された『＜KREVA CONCERT TOUR 2011-2012＞』の全国ツアー最終公演で初披露されていた[3]。
KREVAのオフィシャルサイトで当時公開されていた『勝手にREMIX』で、「無理矢理OH YEAH」と題し、「無理矢理OH YEAH 2～ユラユラ勝手にRemix～」を公開。これとは別にSKY-HIがリミックスした「無理矢理 OH YEAH～SUBWAY勝手にRemix～」も存在する[注釈 1][5]。
2. NO NO NO feat. SONOMI
  - 作詞・作曲：KREVA
3. OH YEAH(Inst.)
4. NO NO NO feat. SONOMI（Inst.)
5. OH YEAH (Acappella)
6. Have a nice day! -2012 Re-Mix-
7. Have a nice day! -2012 Re-Mix- (Inst.)

DVD
初回盤のみ
1. 「OH YEAH」Music Video
2. 「OH YEAH」メイキング
3. KREVA CONCERT TOUR 2011-2012「GO」最終公演 東京国際フォーラム 【TRAILER】

## 特典CD
KEN THE 390 / LB (LBとOtowa) / HI-SO / KLOOZ / サイプレス上野 / SKY-HI a.k.a.日高光啓 (AAA) / KREVA 「PROPS」
1. PROPS
  - 作詞・作曲：KEN THE 390、LB (LBとOtowa)、HI-SO、KLOOZ、サイプレス上野、SKY-HI a.k.a.日高光啓(AAA) & KREVA
2. PROPS (Inst.)
3. PROPS (Acappella)
4. PROPS (Inst.〜short〜)